# The Way I Loved You (пісня Тейлор Свіфт)
«The Way I Loved You» — пісня американської співачки та авторки пісень Тейлор Свіфт з її другого студійного альбому «Fearless» (2008). Вона написала трек з Джоном Річем і спродюсувала його з Нейтаном Чапманом. Натхнена зустріччю з хлопцем, який здавався ідеальним для побачення, «The Way I Loved You» розповідає про роздуми про колишнього, попри стабільні стосунки. Пісня має динамічний сучасний кантрі-продакшн з поп-орієнтованим кантрі- та рок-аранжуванням; також присутні маршовий малий барабан і голосні та тонкі струнні інструменти.
«The Way I Loved You» посіла 72 місце в US Billboard Hot 100 і отримала золотий сертифікат від Американської асоціації компаній звукозапису (RIAA). Свіфт включила її як частину регулярного сет-листа свого туру Fearless Tour (2009–2010). Ранні та ретроспективні рецензії, які були позитивними щодо пісні, загалом високо оцінювали написання пісень, режисуру та вокальне виконання Свіфт.
Перезаписана версія пісні «The Way I Loved You (Taylor's Version)» була включена до перезаписаного альбому Fearless (Taylor's Version) (2021). Вона потрапила у чарти Канади, Сполучених Штатів, Billboard Global 200 і отримала сертифікації в Австралії та Великобританії. Перезаписаний трек отримав здебільшого позитивні відгуки критиків, але один розкритикував текст як дитячий.

## Передумови й написання
Тейлор Свіфт писала пісні для свого другого студійного альбому «Fearless» під час гастролей на розігріві для інших кантрі-музикантів, щоб просувати свій однойменний дебютний студійний альбом у 2007–2008 роках, коли їй було 17–18 років. Хоча більша частина альбому містить автобіографічні теми, деякі пісні засновані на її спостереженнях за стосунками інших людей. Свіфт сказала, що майже кожен трек альбому мав «обличчя», з яким вона асоціювала себе.
Свіфт вирішила написати «The Way I Loved You» після зустрічі з хлопцем, який здавався ідеальним для стосунків, але відчувала, що це буде не так захоплююче, як зустрічатися з більш токсичним партнером. Вона принесла концепцію пісні на сесію зі співаком і автором пісень Джоном Річем, щоб почути іншу точку зору. Свіфт сказала, що Річ «зміг це зрозуміти, тому що він той складний, розчаровуючий хаотичний хлопець у стосунках». Вона додала, що «було просто так круто» писати з ним і похвалила його як «неймовірного автора». Тим часом Річ був вражений тим, як Свіфт писала в її віці, і наскільки вона поєднана зі своєю аудиторією. Пісню спродюсували вона та Нейтан Чапман, а звів Джастін Нібек в Blackbird Studios у Нашвіллі, штат Теннессі.

## Релізи
«The Way I Loved You» була випущена в складі альбому Fearless 11 листопада 2008 року. Вона дебютувала і досягла 72 місця в US Billboard Hot 100. Американська асоціація компаній звукозапису (RIAA) надала пісні золоту сертифікацію на основі 500 000 одиниць продажів і стрімінгу. «The Way I Loved You» була включена до регулярного сет-листа концертного туру Свіфт Fearless Tour (2009–2010). Під час виконання композиції вона була вдягнена в фіолетову блискучу сукню. 24 травня 2024 року Свіфт виконала пісню як частину мешапу зі своїми піснями «Come Back… Be Here» (2012) і «The Other Side of the Door» (2008) в Лісабоні під час туру Eras Tour (2023–2024).
Після підписання нового контракту з Republic Records, Свіфт почала перезапис своїх перших шести студійних альбомів у листопаді 2020 року. Перезапис пісні «The Way I Loved You» отримав приставку «(Taylor's Version)» і був випущений лейблом Republic Records в перезаписаному альбомі Fearless (Taylor''s Version) 11 квітня 2021 року.
Свіфт і Крістофер Роу спродюсували «The Way I Loved You (Taylor's Version)». Трек був записаний на Black Bird Studios і Prime Recording у Нашвіллі, штат Теннессі, а вокал Свіфт був записаний на Kitty Committee Studios у Лондоні. Пісня була зведена в MixStar Studios у Вірджинія-Біч, штат Вірджинія, а мастеринг зроблено в Sterling Sound в Еджвотер, Нью-Джерсі. Після виходу альбому «The Way I Loved You (Taylor's Version)» зайняв 60 місце в Canadian Hot 100 і 93 місце в Billboard Global 200. У США він дебютував на 94-му місці в Billboard Hot 100 і 24 місце в Hot Country Songs. Пісня також отримала платинову сертифікацію від Австралійської асоціації компаній звукозапису (ARIA) і срібну сертифікацію від Британської асоціації виробників фонограм (BPI).

## Музика та слова
«The Way I Loved You» — сучасна кантрі пісня, яка триває 4 хвилини 3 секунди. Вона має динамічний продакшн та поп-орієнтоване кантрі та рок-аранжування. В куплетах присутні струнний квартет і маршовий малий барабан. Решту пісні створюють дисторшн електрогітар, гучні рок-гітари, тонко щипкові банджо, енергійна скрипка та фортепіано, останні два з яких акомпанують приспіву. За словами Джонатана Кіфа з журналу Slant, вона має «майже акапельний бридж». Журналістка Rolling Stone Джоді Розен вважала, що пісня «насичена гучними, м'якими гітарами та запальними приспівами», тоді як Нейт Джонс із Vulture вважав, що співпраця між Свіфт і Річем «може пояснити, наскільки вона була велична та в середньому темпі». Перезаписана «The Way I Loved You (Taylor's Version)» має таку саму довжину, що й оригінал. Продакшн має подібне аранжування, а вокал Свіфт критики визнали повнішим, плавнішим й інколи більш акцентованим.
В тексті пісні героїня Свіфт зараз має стабільні стосунки, але роздумує про минулий, бурхливий роман. Раніше вона зустрічалася з «диким і божевільним» хлопцем, перш ніж зустріти свого нинішнього коханця, який здається ідеальним для неї та «змушує всіх [її] самотніх друзів […] ревнувати». У куплетах йдеться про те, який добрий і розумний її новий партнер; Свіфт писала, що маршируючий малий барабан змушує його здаватись міцним. У приспіві вона згадує стосунки зі своїм попереднім хлопцем: «Я сумую за криками, сварками та поцілунками під дощем/ А зараз друга година ночі, і я проклинаю твоє ім'я». Вона висловлює свою тугу за ним, хоча нинішній партнер порядний і міг приєднатися до бізнес-дискусій зі її батьком.

## Рецензії
Перші реакції на «The Way I Loved You» були включені в огляд альбому Fearless. Розен розглядала пісню як один із треків альбому, який зосереджений на «[поширенні] домінування Свіфт за межі червоних штатів, які люблять кантрі-музику». Дейв Хітон з PopMatters вибрав цю пісню як приклад «[символізації] розриву між тим, як слід себе вести, і тим, що в глибині душі ви дійсно хочете зробити». Кіф вважала, що пісня нагадує її попередні "насмішкуваті […] хіти в стилі Авріл Лавін «, але назвала її голос слабким.
Ретроспективні огляди увійшли до списків і рейтингів дискографії Свіфт. Ханна Дейлі з Billboard вважала, що „The Way I Loved You“ була „у її найбільш чудовому драматичному вигляді“ […], що, з усіх боків визначило альбом Fearless». Лі розглядав пісню як одну з «найбільш недооцінених» композицій альбому, яка продемонструвала Свіфт як «майстерного оповідача». Лаура Дзюбай із Consequence сказала, що пісня мала б бути головним синглом Fearless замість «Love Story» (2008) через «влучно спрямовані куплети та завзятий приспів». Так само Алекс Хоппер з American Songwriter віддав перевагу цьому треку над «Love Story», стверджуючи, що він «більш пристрасний», і вважав його «улюбленим серед фанатів». Ханна Мілреа з NME зазначала, що ця пісня, хоча і бувши «трохи приголомшливим кантрі-моментом», позбавлена «готових до радіо хуків і мегаватних моментів інших мелодій Свіфт».

## Персонал
«The Way I Loved You»
- Тейлор Свіфт — авторка слів, продакшн
- Джон Річ — автор слів
- Чад Карлсон — запис
- Джастін Нібенк — зведення
- Стів Блекмон — додаткове зведення

«The Way I Loved You (Taylor's Version)»
| - Тейлор Свіфт — головний вокал, авторка слів, продакшн - Джон Річ — автор слів - Крістофер Роу — продакшн, запис вокалу, бек-вокал - Амос Геллер — бас - Джонатан Юдкін — струнні - Метт Біллінгслі — ударні - Макс Бернштайн — електрогітара - Майк Мідовс — акустична гітара, фортепіано, банджо |  | - Пол Сідоті — електрогітара - Джон Гейнс — інжиніринг - Дерек Гартен — цифрове редагування, додатковий інжиніринг - Ловелл Рейнольдс — цифрове редагування, додатковий інжиніринг - Девід Пейн — запис - Сербан Генеа — зведення - Ренді Мерілл — мастеринг |

## Чарти
| Чарт (2008)          | Найвища позиція |
| -------------------- | --------------- |
| US Billboard Hot 100 | 72              |

| Чарт (2021)          | Найвища позиція |
| -------------------- | --------------- |
| Canadian Hot 100     | 60              |
| Billboard Global 200 | 93              |
| US Billboard Hot 100 | 94              |
| US Hot Country Songs | 24              |

## Сертифікації
| Регіон                                                      | Сертифікація | Продажі  |
| ----------------------------------------------------------- | ------------ | -------- |
| США (RIAA)                                                  | Золотий      | 500 000^ |
| продажі+прослуховування, що базуються лише на сертифікаціях |              |          |

| Регіон                                                      | Сертифікація | Продажі |
| ----------------------------------------------------------- | ------------ | ------- |
| Австралія (ARIA)                                            | Платиновий   | 70 000  |
| Бразилія (ABPD)                                             | Платиновий   | 40 000  |
| Велика Британія (BPI)                                       | Срібний      | 200 000 |
| продажі+прослуховування, що базуються лише на сертифікаціях |              |         |